# Diictodon
Genre
Diictodon est un genre éteint de thérapsides dicynodontes de la fin du Permien, ayant vécu il y a 255 millions d'années.

## Aspect physique

Diictodon feliceps (Comparaison de taille avec un homme).

Diictodon mesurait approximativement 45 centimètres de longueur. Il possédait une large tête protégeant un cerveau fort développé, celle-ci se terminant par une sorte de bec corné. Les mâles et les femelles possédaient une paire de défenses situées devant la mâchoire supérieure, celles du mâle étant légèrement plus grandes que celles de la femelle. Le diictodon possédait des pattes relativement fortes, composées chacune de cinq griffes acérées ainsi que des sens visuel et olfactif très vifs. Aussi improbable que cela puisse paraître, l'homme a hérité de l'organisation de l'oreille du diictodon qui captait les sons quasiment comme l'être humain, certains os de la machoîre; l'os carré et l'os articulaire, ayant été placés dans l'oreille.

## Répartition
Le diictodon peuplait le désert sibérien durant la période permienne, la période la plus sèche de l'ère primaire ayant entraîné la disparition de la quasi-totalité des espèces du Carbonifère ainsi que la quasi-totalité de celles du Permien, les animaux de cette période n'ayant pas pu résister aux chaleurs accablantes de celle-ci.

## Mode de vie

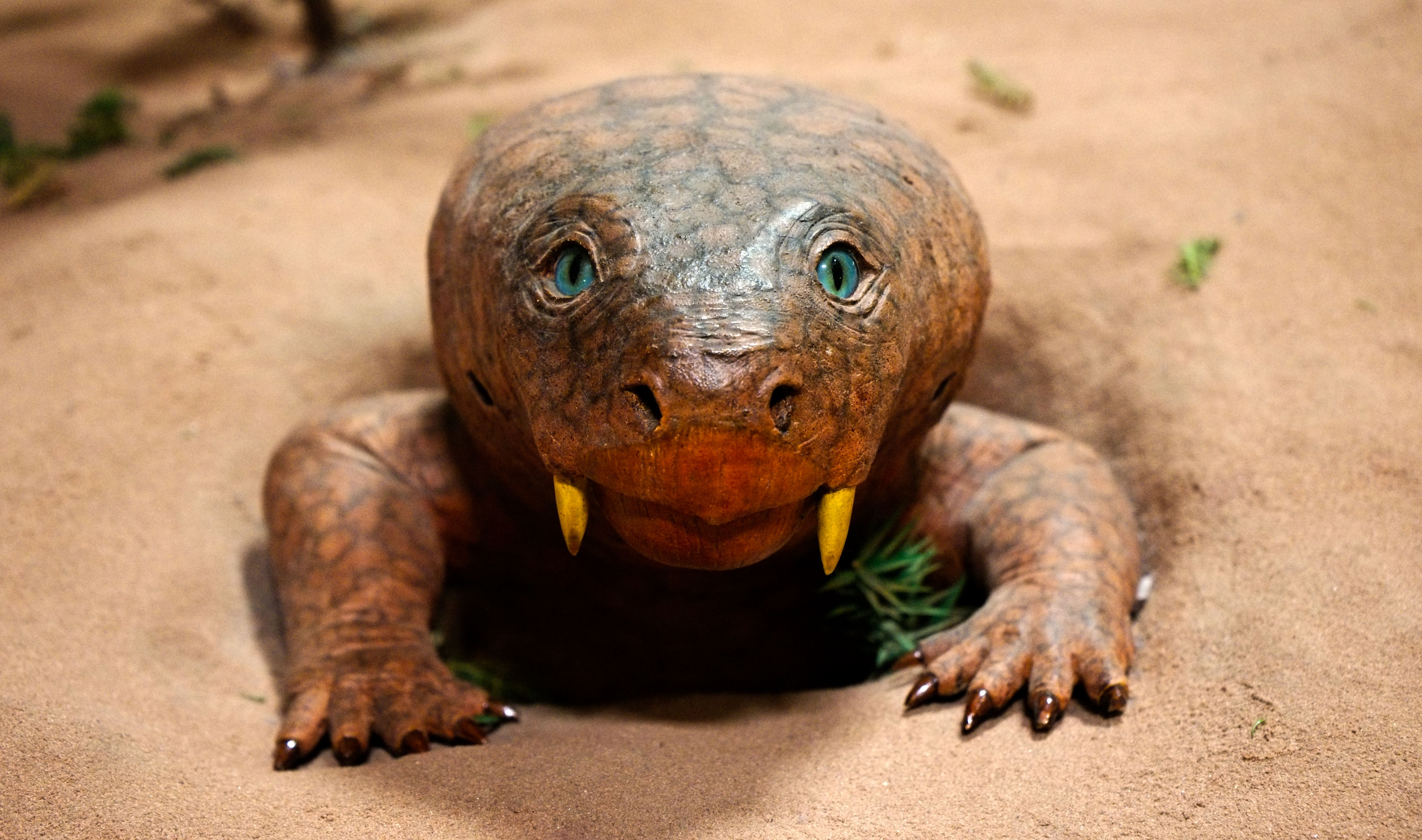
Diictodon. Modèle en grandeur nature.

Le diictodon creusait des galeries jusqu'à 1,5 mètre sous terre pour se protéger des prédateurs tels que le gorgonopsien. Les scientifiques pensent également que ses galeries avaient pour but d'échapper à la chaleur du désert sibérien lors du Permien. Les fossiles retrouvés concernent souvent des couples enlacés ou proches, permettant donc d'avancer que les diictodons vivaient en couple, ceux-ci restant fidèles à leur conjoint jusqu'à la fin de leur vie. Beaucoup de diictodons ont cependant niché près des plaines d'inondation.
La raréfaction de l'espèce serait donc due à deux facteurs principaux : l'inondation de certains nids mais aussi, et surtout, les tempêtes de sable qui déferleront à la fin du Permien, enfouissant les nids de diictodons. Le diictodon est malgré tout l'un des seuls animaux à avoir survécu à l'accablante chaleur du Permien.

## Régime alimentaire
Diictodon était herbivore d'où sa difficulté à se nourrir. En effet, le désert sibérien du Permien n'héberge que de très peu de végétaux, la quasi-totalité du monde végétal ayant été réduit à néant par l'apparition de la sécheresse. Les diictodons avaient donc souvent tendance à se disputer un bout de verdure, leurs combats pouvant être assez violents grâce à leurs nombreuses armes défensives telle que leurs griffes et leurs dents. Ses dents servaient aussi au diictodon pour couper les tiges des plantes dont il se nourrissait. Il était également doté d'un système digestif très perfectionné. Lors des tempêtes de sable de la fin du Permien ayant tout emporté sur leur passage, il se nourrissait probablement de tubercules qu'il trouvait sous terre, notamment dans ses galeries.

## Fossile
Des fossiles ont été retrouvés quasi intacts en Asie et en Afrique, notamment en Afrique du Sud.